# Ducado da Boêmia
O Ducado da Boêmia, também conhecido como Ducado Tcheco, foi uma monarquia e um Principado do Sacro Império Romano-Germânico na Europa Central durante a Alta e a Baixa Idade Média. Foi formado por volta de 870, pelos tchecos, como parte do reino da Grande Morávia. As terras boêmias separaram-se da Morávia, que se desintegrava depois que o duque Espitigneu I jurou fidelidade ao rei da Frância Oriental, Arnulfo, em 895.
Enquanto os duques boêmios da Dinastia Premislida, a princípio governando o Castelo de Praga e Levý Hradec, trouxeram mais propriedades sob seu controle, a cristianização iniciada pelos Santos Cirilo e Metódio foi continuada pelos bispos francos de Ratisbona e Passau.  Em 973, a Diocese de Praga foi fundada através dos esforços conjuntos do Duque Boleslau II e do Imperador Otto I. O falecido Duque Venceslau I , morto por seu irmão mais novo, Boleslau I da Boêmia, em 935, tornou-se o santo padroeiro da terra.
Enquanto as terras foram ocupadas pelo rei polonês, Bolesłau I da Polônia, e as lutas internas sacudiram a  Dinastia Premislida, o Duque Vladivoi recebeu a Boêmia como um feudo das mãos do rei da Frância Oriental, Henrique II, em 1002, e o ducado se tornou um Estado Imperial do Sacro Império Romano. O Ducado da Boêmia foi elevado a Reino Hereditário da Boêmia, quando o duque Otacar I garantiu sua elevação pelo rei alemão Filipe da Suábia, em 1198.  Os premislidas permaneceram no poder durante toda a Alta Idade Média, até a extinção da linhagem masculina com a morte do Rei Venceslau III, em 1306.

## História
As terras abrangidas pela Floresta da Boêmia, os Montes Metalíferos, os Sudetos e as Terras Altas da Boêmia e da Morávia foram colonizadas por tribos boêmias, por volta de 550. No século VII, o povo tcheco local fazia parte da união liderada pelo comerciante franco, Samo (morto em 658).  A Boêmia como um termo geográfico, provavelmente derivado das tribos celtas (gálicas), Boios, apareceu pela primeira vez em fontes francas do século IX.  Em 805, o imperador Carlos Magno se preparou para conquistar as terras, invadindo a Boêmia em 805 e sitiando a fortaleza de Canburg.  No entanto, as forças tchecas fugiram da batalha aberta e retiraram-se para as florestas profundas para lançar ataques de guerrilha.  Depois de quarenta dias, o imperador teve que retirar suas forças pela falta de suprimentos. Quando as forças francas voltaram, no ano seguinte, queimando e saqueando as terras da Boêmia, as tribos locais finalmente tiveram que se submeter e se tornaram dependentes do Império Carolíngio.

Grande Morávia sob o governo de Svatopluk I (871-894)

Enquanto o reino franco se desintegrou em meados do século IX, a Boêmia caiu sob a influência do estado da Grande Morávia, que se estabeleceu por volta de 830.  Em 874, o duque de Mojmir, Svatopluk I, chegou a um acordo com o rei franco-oriental, Luís, o Germânico, e confirmou seu domínio boêmio.  Com a fragmentação da Grande Morávia sob a pressão das incursões magiares, por volta de 900, a Boêmia começou a se formar como um principado independente.  Já em 880, o príncipe premislida Borzivógio I, de Levý Hradec, inicialmente adjunto do duque Svatopluk I, que fora batizado pelo arcebispo da Grande Morávia, Metódio de Salônica, em 874, mudou sua residência para o Castelo de Praga e começou a subjugar a bacia do Rio Vltava .
A Grande Morávia recuperou brevemente o controle sobre o principado boêmio emergente após a morte de Borzivógio, em 888/890, até que, em 895, seu filho Espitigneu I, junto com o príncipe Slavník Witizla, jurou lealdade ao rei da Frância Oriental, Arnulfo da Caríntia, em Ratisbona. Ele e seu irmão mais novo Vratislau, então, governaram a Boêmia Central, em torno de Praga. Eles foram capazes de proteger seu reino das forças magiares, que esmagaram um exército franco-oriental na Batalha da Bratislava, em 907, durante a conquista húngara da Bacia dos Cárpatos .  Cortado do Império Bizantino pela presença húngara, o principado boêmio existia como estado independente, embora ainda à sombra da Frância Oriental. Os duques prestaram homenagem aos duques bávaros em troca da confirmação do tratado de paz.  O filho de Vratislau, Venceslau I, que governou a partir de 921, já era aceito como chefe da união tribal da Boêmia, no entanto, ele teve que lidar com a inimizade de seu vizinho, o Duque Arnulfo da Baviera, e seu poderoso aliado, o rei saxão, Henrique I da Germânia. Venceslau manteve sua autoridade ducal ao se submeter ao rei Henrique em 929, quando foi assassinado por seu irmão Boleslau I.

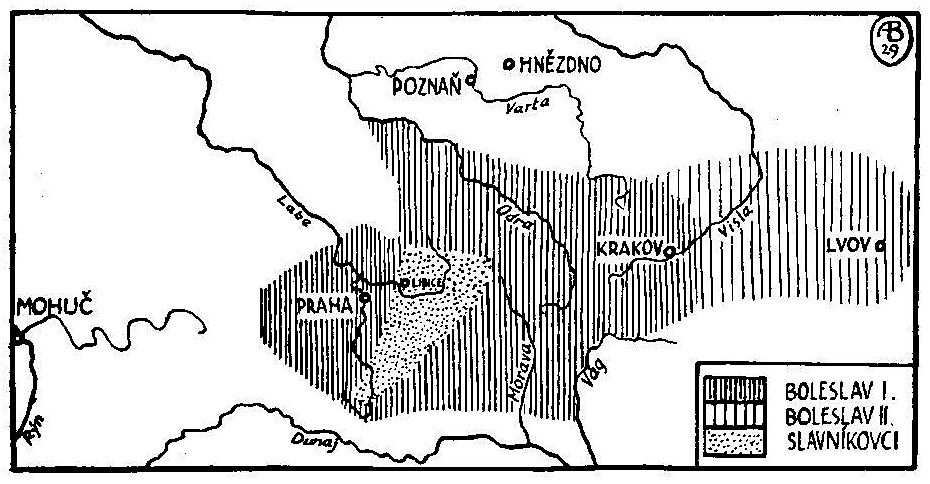
Ducado da Boêmia sob Boleslau I. e Boleslau II.

Assumindo o trono da Boêmia em 935, o duque Boleslau conquistou as terras adjacentes da Morávia e da Silésia e expandiu até a Cracóvia, no leste.  Ele ofereceu oposição ao sucessor de Henrique, o rei Otão I, parou de pagar o tributo, atacou um aliado dos saxões no noroeste da Boêmia e, em 936, mudou-se para a Turíngia. Após um conflito armado prolongado, o rei Otão I cercou um castelo do filho de Boleslau, em 950, e Boleslau finalmente assinou um tratado de paz pelo qual reconheceu a suserania de Otão e prometeu retomar o pagamento do tributo.  Como aliado do rei, suas tropas da Boêmia, juntamente com as forças do Reino da Germânia, lutaram na batalha de Lechfeld, de 955, e após a derrota dos magiares recebeu as terras da Morávia, em reconhecimento dos seus serviços.
Os irresistíveis saqueadores húngaros tiveram os mesmos benefícios que o germânicos e os tchecos. Menos óbvio é o que Boleslau I, o Cruel, queria ganhar com a sua participação na guerra contra as tribos do Obotrito, no extremo norte, quando esmagou uma revolta de dois duques eslavos (Stojgněv e Nakon) na Billung March .  Provavelmente Boleslau queria garantir que os vizinhos alemães não interferissem em sua expansão da Boêmia para o leste.
Significativamente, o Bispado de Praga, fundado em 973, durante o reinado do Duque Boleslau II, foi subordinado ao Arcebispado de Mogúncia.  Assim, ao mesmo tempo em que os governantes premislidas usaram a aliança germânica para consolidar seu governo contra uma nobreza regional perpetuamente rebelde, eles lutavam para manter sua autonomia em relação ao império. O principado boêmio foi definitivamente consolidado em 995, quando os premislidas derrotaram seus rivais eslavos, unificaram as tribos tchecas e estabeleceram uma forma de governo centralizado, embora abalado por lutas dinásticas internas.

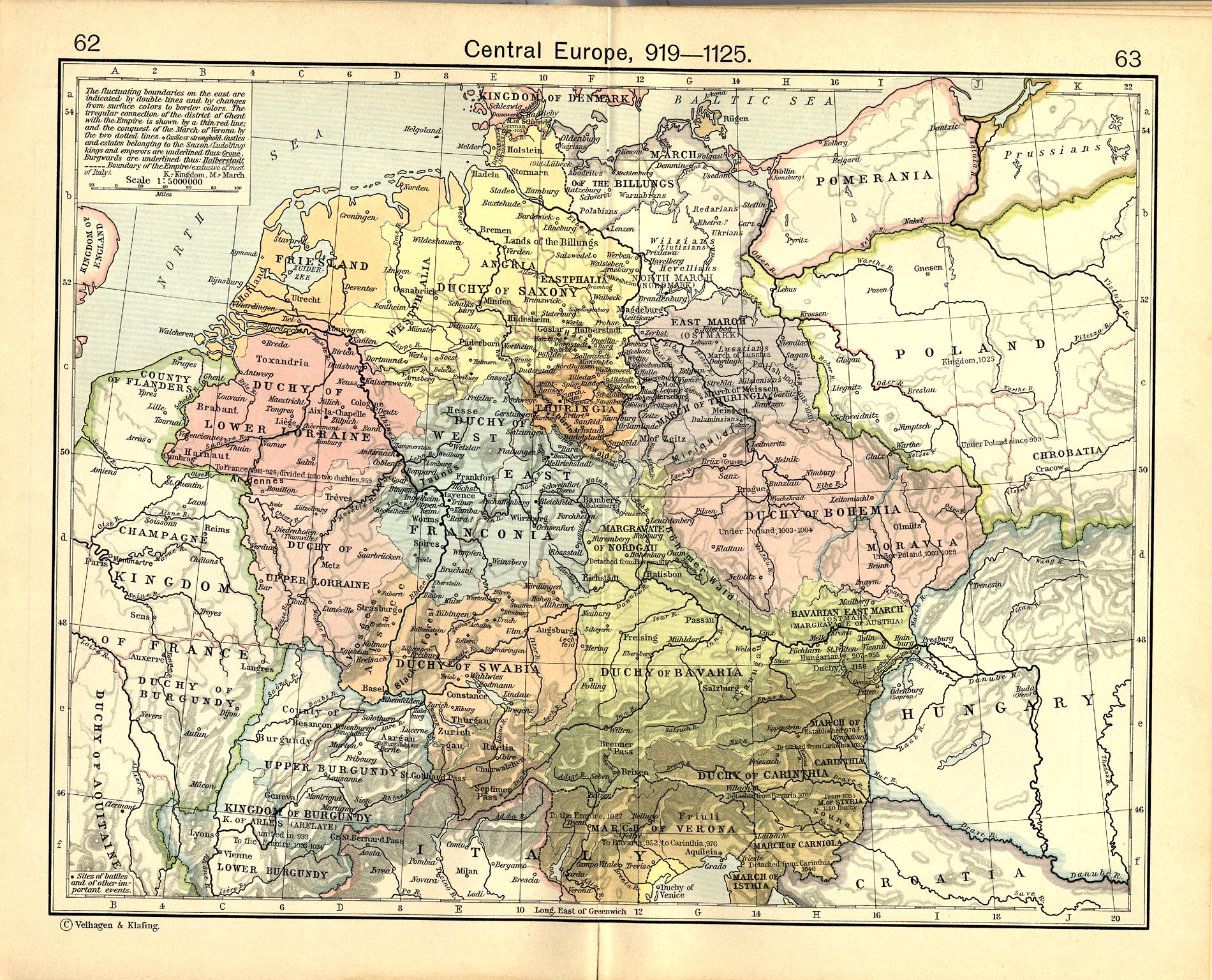
Ducado da Boêmia na Europa Central, em 919-1125

Em 1002, o Duque Vladivoi foi investido com o Ducado da Boêmia, pelas mãos do Sacro-Imperador Henrique II.  Com este ato, o que tinha sido um ducado totalmente soberano tornou-se parte do Sacro Império Romano-Germânico .  Depois que Vladivoi morreu, no ano seguinte, o duque polonês Bolesłau I invadiu a Boêmia e a Morávia. Em 1004, depois que os poloneses foram expulsos da Boêmia com a ajuda de Henrique II, o Duque Jaromir recebeu, do rei, o ducado, como feudo.
O Duque Bretislau I da Boêmia readquiriu as terras da Morávia em 1029, que a partir de então habitualmente era governado por um filho mais novo do rei da Boêmia.  Por volta de 1031, Bretislau invadiu a Hungria para impedir sua futura expansão e, em 1035, ajudou o imperador contra os lusacianos.  Em 1039 ele invadiu a Polônia, capturou Poznań e devastou Gniezno. Depois disso, ele conquistou parte da Silésia, incluindo a Breslávia. A destruição de Gniezno levou os governantes poloneses a transferir sua capital para a Cracóvia.  Em 1040, Bretislau derrotou a invasão do rei Henrique III, à Boêmia, na Batalha de Brůdek. Mas no ano seguinte, Henrique sitiou Bretislau em Praga e o forçou a renunciar a todas as suas conquistas, exceto a Morávia. Em 1047, Henrique negociou um tratado de paz entre Bretislau e os poloneses.
O filho de Bretislau, Bratislau II, apoiou Henrique contra o Papa, anti-reis e rebeliões na Saxônia em seu longo reinado. As tropas da Boêmia mostraram bravura conspícua e, em 1083 ele entrou com Henrique e suas forças armadas em Roma. Henrique concedeu-lhe, pelo seu apoio, título real vitalício, e Bratislau tornou-se o primeiro Rei da Boêmia, em 1085.  Para seu sucessor, Bretislau II, a política externa visava principalmente ao conflito da Silésia, uma vez que os poloneses não pagavam taxa pelas áreas resignadas de Bretislaus I.
Em 1147, o duque boêmio, Ladislau II, acompanhou o rei germânico, Conrado III, na Segunda Cruzada, mas interrompeu sua marcha em Constantinopla. Graças ao seu apoio militar contra as cidades do norte da Itália (especialmente Milão) ao imperador Frederico Barbarossa , Ladislau foi eleito Rei da Boêmia, em 11 de janeiro de 1158, tornando-se o segundo rei da Boêmia.

## Economia
A mineração de estanho e prata começou nos Montes Metalíferos, no início do século XII.

## Reino da Boêmia

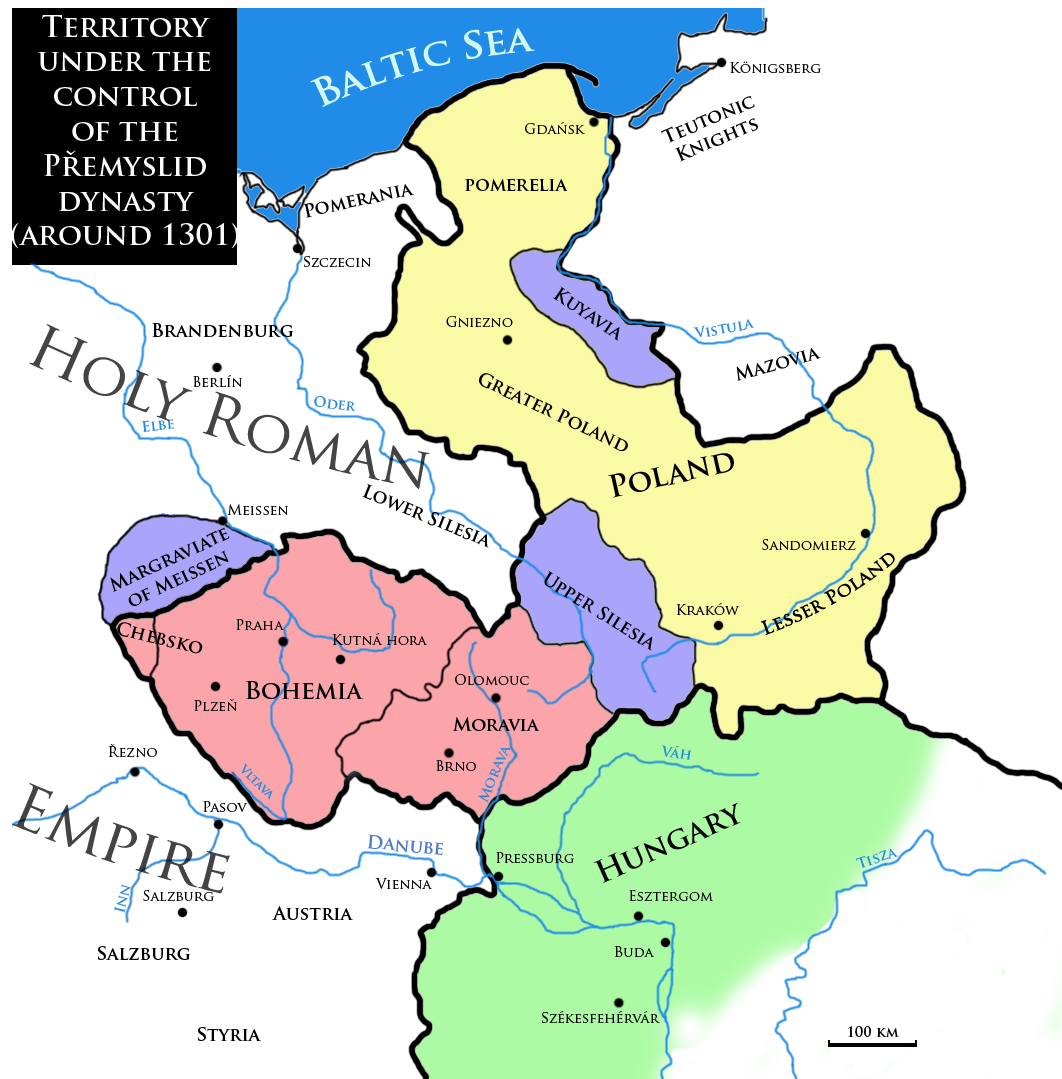
Território sob controle da Dinastia Premislida, por volta de 1301.

Durante a guerra civil germânica, entre o rei da Dinastia Hohenstaufen, Filipe da Suábia, e seu rival da Casa de Guelfo, Otão IV, O Duque Otacar I decidiu apoiar Filipe, para o qual ele foi premiado por uma coroação real em 1198, desta vez o título era hereditário. Em 1200, no entanto, Otacar abandonou seu pacto com Filipe e se declarou pelos guelfos. Tanto Otão quanto o Papa Inocêncio III aceitaram Otacar como rei hereditário da Boêmia. O principado boêmio foi então renascido como Reino da Boêmia .
Em 1212, Otacar I, tendo o título de "rei" desde 1198,  extraiu o Touro Dourado da Sicília, um edital formal do imperador, Frederico II, confirmando o título real para Otacar e seus descendentes, pelo qual seu ducado foi formalmente elevado a um reino. O rei da Boêmia deveria estar isento de todas as obrigações futuras para com o Sacro Império Romano-Germânico, exceto pela participação nos conselhos imperiais. A prerrogativa imperial de ratificar cada governante boêmio e nomear o bispo de Praga foi revogada. O país então atingiu sua maior extensão territorial e é considerado como a Era de Ouro.
Após a extinção da dinastia premislida, as Terras da Coroa da Boêmia foram governadas pela Casa do Luxemburgo, de 1310 até a morte do Imperador Sigismundo, em 1437.  Após a Idade Média, o Reino da Boêmia permaneceu sob o domínio da austríaca Casa de Habsburgo, de 1526 até o colapso da Áustria-Hungria, após a Primeira Guerra Mundial .